# Au printemps (Maupassant)
Au printemps est une nouvelle de Guy de Maupassant parue en 1881.

## Historique
Au printemps est initialement publiée dans le recueil La Maison Tellier, éditions de 1881 et 1891.  Cette nouvelle développe un pessimisme sur les relations amoureuses entre hommes et femmes.

## Résumé
Le narrateur raconte les impressions qu’il ressent à l’arrivée du printemps, sur le pont d’un bateau circulant sur la Seine, il sourit à une jeune fille. Quand il est sur le point de l’aborder, un homme arrête son geste et lui demande de « prendre garde à l’amour » et de lui raconter ce qu’il lui est arrivé au printemps dernier.
Il quitte son travail se prétextant malade, prend le même bateau qu’aujourd’hui, il sourit à une femme, elle répond à ses avances et, trois mois après, ils sont mariés. Depuis il souffre le martyre, elle l’injurie, jacasse sans fin, etc.
Le bateau s’arrête, le narrateur veut descendre rejoindre la jeune fille, notre homme l’arrête et lui dit « je vous ai rendu là un rude service ».

## Extraits
- « Prenez garde à l’amour ! Il est plus dangereux que le rhume, la bronchite, la pleurésie ! Il ne pardonne pas, et fait commettre des bêtises irréparables. »
- « En amour, monsieur, nous sommes toujours des naïfs et les femmes des commerçantes. »

## Édition française
- Au printemps, Maupassant, contes et nouvelles, texte établi et annoté par Louis Forestier, Bibliothèque de la Pléiade, éditions Gallimard, 1974  (ISBN 978 2 07 010805 3).